# Petersburski Państwowy Uniwersytet Ekonomiczny
Petersburski Państwowy Uniwersytet Ekonomiczny (ros. Санкт-Петербургский государственный экономический университет) – rosyjski uniwersytet ekonomiczny w Petersburgu.

## Historia
Petersburski Państwowy Uniwersytet Ekonomiczny został założony w dniu 1 sierpnia 2012 roku w wyniku połączenia Petersburskiego Państwowego Uniwersytetu Inżynierii i Ekonomii oraz Petersburskiego Stanowego Uniwersytetu Ekonomicznego. W grudniu 2012 roku do Uniwersytetu dołączył Petersburski Państwowy Uniwersytet Usług i Ekonomii. Kluczową zasadą fuzji było zachowanie najlepszych tradycji wszystkich trzech partnerów i dlatego uniwersytet składa się z trzech instytutów: Instytutu Ekonomicznego, Instytutu Zarządzania oraz Instytutu Turystyki i Usług.

## Struktura
Zajęcia i badania prowadzone są w ramach następujących instytutów, wydziałów i katedr:
- Instytut Ekonomii:
  - Wydział Ekonomii i Finansów
  - Wydział Humanistyczny
  - Wydział Prawa
  - Wydział Informatyki i Matematyki Stosowanej
  - Wydział Studiów Niestacjonarnych i Zaocznych
  - Wydział Średniego Profesjonalnego Wykształcenia

- Instytut Zarządzania:
  - Wydział Zarządzania
  - Wydział Inżynieryjno-Ekonomiczny
  - Wydział Zarządzania Państwowego i Samorządowego
  - Wydział Handlu i Ceł
  - Wydział Zarządzania Zasobami Ludzkimi

- Instytut Turystyki i Usług:
  - Wydział Turystyki
  - Wydział Biznesu Hotelowego

- Katedry ogólnouniwersyteckie:
  - Katedra Bezpieczeństwa i Ochrony w Sytuacjach Nadzwyczajnych
  - Katedra Kultury Fizycznej[3]

## Jednostki ogólnouczelniane i międzywydziałowe
W ramach Uniwersytetu działają następujące jednostki badawcze:
- Centrum Badań Ekonomiczno-Politycznych
- Centrum Międzynarodowego Opodatkowania
- Centrum Badań i Innowacji Organizacyjnych Przedsiębiorstw
- Centrum Polityki Energetycznej
- Centrum Badań Podstawowych Procesów Rozwoju Gospodarczego Rosji
- Centrum Informacyjno-Analityczne z zakresu Komunikacji Międzykulturowej i Stosunków Międzynarodowych
- Centrum Innowacyjnego Rozwoju SPbGEU
- Międzynarodowe Centrum Badań Rynków Finansowych (MCYFR)
- Międzynarodowy Instytut Ekonomii i Polityki SPbGEU
- Centrum Rosyjsko-Niemieckie (RNC)
- Centrum Badań i Edukacji w Zakresie Problemów Społeczno-Gospodarczych w krajach Azji i Pacyfiku
- Petersburski Oddział Międzynarodowej Akademii Szkolnictwa Wyższego[4]

## Znani absolwenci
- Swietłana Miedwiediewa – żona prezydenta Rosji,
- Aleksiej Miller – ekonomista,
- Andriej Iłłarionow – ekonomista,
- Alfred Koch – pisarz, ekonomista,
- Michaił Maniewicz – ekonomista,
- Tigran Sarkisjan – były premier Armenii,
- Dmitrij Makarow – hokeista.